# Guido Lelli
Guido Lelli (Monteveglio, 6 gennaio 1921 – Bologna, 30 ottobre 1986) è stato un ciclista su strada italiano.
Professionista e indipendente tra il 1946 e il 1951, partecipò due volte al Giro d'Italia.

## Carriera
Corse per la Benotto e la Wally. Fu terzo nella decima tappa del Giro d'Italia 1946, nella quattordicesima tappa del Giro d'Italia 1947 e nella Milano-Torino del 1946.

## Palmarès
- 1945 (dilettanti)

Trofeo Mauro Pizzoli

## Piazzamenti

### Grandi Giri
- Giro d'Italia

1946: 26º
1947: 17º

### Classiche monumento
- Milano-Sanremo

1946: 17º
- Giro di Lombardia

1941: 33º
1942: 29º